# Gerhes Gábor
Gerhes Gábor (Budapest, 1962. május 7.) Munkácsy Mihály-díjas képzőművész, egyetemi oktató,  az MTA Széchenyi Irodalmi és Művészeti Akadémia rendes tagja.

## Élete
2006–2015 között a Moholy-Nagy Művészeti Egyetem Média design szakán, 2010-től a Budapesti Metropolitan Egyetem fotográfia-szakán óraadó tanár. A Fiatal Képzőművészek Stúdiója Egyesület egykori alelnöke. A Magyar Fotóművészek Szövetségének, és a Magyar Alkotóművészek Országos Egyesülete Intermédia szakosztályának tagja.
Tevékenységét számos ösztöndíjjal, a Soros Alapítvány ösztöndíjával, a Művelődési Minisztérium Eötvös Alapítvány ösztöndíjával, Derkovits-ösztöndíjjal, Munkácsy- és további számos díjjal ismerték el. 2004–2005-között francia állami alkotói ösztöndíjat kapott a párizsi Recollettes-ba, 2006-ban a Kulturkontakt  meghívására Bécsben volt ösztöndíjas.
2017–19 között a Magyar Fotóművészek Szövetsége fotográfiai ösztöndíj zsűrijének tagja, 2017–18-ban Robert Capa Fotográfiai Nagydíj nemzetközi zsűrijének tagja, majd elnöke volt.
2014-ben megkapta az AICA (Műkritikusok Nemzetközi Szövetsége) fődíját a Trafó Galériában rendezett Neue Ordnung c. kiállításáért. 2014-ben bekerült a Kreatív magazin a 30 legjobb magyar fotós c. válogatásába. 
1985 óta rendszeresen állítja ki munkáit egyéni és csoportos kiállításokon a legfontosabb hazai kiállítóterekben: Ludwig Múzeumban, a Műcsarnokban, Nemzeti Galériában, Szépművészeti Múzeumban, a Robert CAPA Fotográfiai Központban, a debreceni Modemben, Szegeden, Pécsett, Dunaújvárosban, Veszprémben, Székesfehérvárott, Miskolcon és Szombathelyen. Valamint számos jelentős külföldi kiállítóhelyen: Párizsban (Grand Palais, Louvre-Caroussel), Montpellierben (FRAC), Brüsszelben (BOZART), Helsinkiben, Pozsonyban, Varsóban (Palace Ujazdowsky), Bukarestben, Bécsben, Lisszabonban, Londonban (Anthony Reynolds Gallery), Triesztben, Velencében (Villa Manin), Berlinben (Akademie der Künste), Baselban (Art Basel) Taiwanon és az Egyesült Államokban. 
Munkáiból a hazai gyűjtemények közül a Ludwig Múzeum – Kortárs Művészeti Múzeum, a Fővárosi Képtár – Kiscelli Múzeum, a Vintage Galéria, a KOGART Alapítvány, a Magyar Nemzeti Galéria, a Szépművészeti Múzeum, a miskolci Herman Ottó Múzeum, az Első Magyar Látványtár és a Miskolci Galéria, a dunaújvárosi Modern Művészetért Közalapítvány (ICA), a kecskeméti Magyar Fotográfiai Múzeum, a Szombathelyi Képtár, a székesfehérvári Szent István Király Múzeum, a debreceni MODEM és a veszprémi Művészetek Háza gyűjtemény számára vásároltak.
Alkotásait itthon többek között az Irokéz gyűjteményben és a Somlói-Spengler gyűjteményben, külföldön a svájci H. Ringier gyűjteményben és a Kunsthaus Glarusban, az egyik legnagyobb vállalati fotógyűjteményben, a németországi Stiftung DZ Bank AG – Frankfurt am Main gyűjteményében, valamint számos egyéb magyar és külföldi magángyűjteményben őrzik.
A művészt Magyarországon az acb Galéria képviseli. https://acbgaleria.hu/muveszek/gerhes_gabor.66.html?pageid=272 Archiválva 2019. május 27-i dátummal a Wayback Machine-ben

## Egyéni kiállításai
- 2021 Der Plan. – Mai Manó Ház – Budapest – https://www.maimano.hu/programok/kiallitas-gerhes-gabor-der-plan
- 2021 black mirror. – acb Galéria, Budapest – https://www.ujmuveszet.hu/2021/03/az-ertelmezes-varrodoboza/ https://magyarnarancs.hu/kepzomuveszet/torzult-valosag-236638
- 2019 Abstract. – Fészek Galéria – Budapest – https://punkt.hu/2019/05/31/ember-a-borotvakkal/ Archiválva 2020. augusztus 5-i dátummal a Wayback Machine-ben
- 2017 A négy elem. – Csikász Galéria – Veszprém – https://web.archive.org/web/20171002075321/http://arthouseweb.hu/index.php/kiallitasok/12-csikasz-galeria/161-gerhes-gabor-a-negy-elem
- 2016 Dilettanten Erhebt Euch Gegen die Kunst – acb Galéria – Budapest – http://acbgaleria.hu/kiallitasok/gerhes_gabor_dilettanten_erhebt_euch_gegen_die_kunst.296.html%5B%5D
- 2016 Öt legyőzi Hatot – válogatás, Irokéz Galéria, Szombathely
- 2015 Jelentés – (Esterházy Marcellel és Forgács Péterrel közösen) – Robert CAPA Kortárs Fotográfiai Központ – https://web.archive.org/web/20170106112839/http://capacenter.hu/kiallitasok/jelentes/
- 2015 Die Ordnung, Art Karlsruhe 2015, Karlsruhe (DE) –  Robert Capa Kortárs Fotográfiai Központ
- 2013 Neue Ordnung, Trafó Galéria, Budapest – https://web.archive.org/web/20180614171411/http://trafo.hu/hu-HU/neue_ordnung
- 2012 Z, avagy egy ország, Lumen Galéria, Budapest – https://index.hu/nagykep/2012/08/01/a_besugas_hazai/
- 2011 Nótaszó, acb Galéria, Budapest
- 2010 A világ körül – válogatás, Irokéz Galéria, Szombathely
- 2009 Bolond világ, Szent István Király Múzeum, Székesfehérvár
- 2009 SM, SD, SX, SS, SL, SC, Vintage Galéria, Budapest
- 2008 Achronia/Zeitloss, (Roskó Gáborral), Galleria Moholy-Nagy,
- 2008 Collegium Hungaricum, Berlin (DE)
- 2008 sok természet, Raiffeisen Galéria, Budapest
- 2008 Valóság a köbön, (Hugues Reippel és Antoine Dessalyval), 2B Galéria, Budapest
- 2007 Special Days, Magic Life, (Csontó Lajossal), Miskolci Galéria, Miskolc
- 2006 Anya, gyermek, gitár, Vintage Galéria, Budapest
- 2006 Pink House, (Lea Dietrichhel), a Ludwig Múzeum – Kortárs Művészeti Múzeumgondozásában, Pink House, Budapest
- Pink House, (Lea Dietrichhel), Pink House, Bréma (DE)
- 2005 Fekete imádság, Új Színház Galéria, Budapest
- 2004 Letakart harcosok, Vintage Galéria, Budapest
- 2003 Öt éves tervek, Millenáris, Kerengő Galéria, Budapest
- 2002 Blow Up, (Imre Mariannal, Koronczi Endrével), Trieste Contemporanea, Trieszt (IT)
- 2002 a T megtalálása, Ludwig Múzeum – Kortárs Művészeti Múzeum, Budapest
- 2001 Parti Pris, (Bakos Gáborral, Lakner Antallal), FRAC, Montpellier (FR)
- 2000 Fotóhónap 2000, (Kerekes Gáborral), Pozsonyi Magyar Intézet, Pozsony (SK)
- 2000 Kirakat – Mai magyar fotós stratégiák, Vintage Galéria, Budapest
- 1999 üzlet társak ügy felek, Zenit Galéria, Budapest
- 1999 Elromlott összeadás, Vintage Galéria, Budapest
- 1998 doppelgänger, Óbudai Társaskör Galéria, Budapest
- 1997 e és é, Budapest Kiállítóterem, Budapest
- 1996 fekete-fehér TV, színes TV, UFO otthon, Bartók ’32 Galéria, Budapest
- 1995 (Gábor Imrével), Fiatal Művészek Klubja, Budapest
- 1994 (Kis Péterrel és Koronczi Endrével), Helsinki Magyar Intézet, Helsinki (FI)
- 1991 Várfok 14 Galéria, Budapest
- 1990 Maison Internationale, (Kungl Györggyel, Gerber Pállal, Kicsiny Balázzsal), Rennes (FR) Atelier Loch Ness, Párizs (FR)

## Művei
- http://www.fotografus.hu/hu/fotografusok/gerhes-gabor/silly-world-2009-10%5B%5D
- https://web.archive.org/web/20160913035053/http://acbgaleria.hu/muveszek/gerhes_gabor.66.html?pageid=272

## Díjai, kitüntetései
- Soros-ösztöndíj (1990)
- Eötvös-ösztöndíj (1991)
- Derkovics Gyula Képzőművészeti Ösztöndíj (1992–95)
- A Fővárosi Önkormányzat díja (1992)
- A Magyar Hírlap díja (1996)
- Art Future-díj (Taipei_Taivan R.O.C. 2000)
- Munkácsy Mihály-díj (2005)
- AICA-Dij (Műkritikusok Nemzetközi Szövetsége 2014)